# قرار مجلس الأمن التابع للأمم المتحدة رقم 1577
قرار مجلس الأمن التابع للأمم المتحدة رقم 1577، الذي اتخذ بالإجماع في 1 كانون الأول / ديسمبر 2004، بعد التذكير بالقرار 1545 (2004) بشأن الحالة في بوروندي، مدد المجلس ولاية عملية الأمم المتحدة في بوروندي لفترة ستة أشهر حتى 1 حزيران / يونيو، 2005.
وقد اتخذ القرار وسط مناقشة مستمرة بشأن الاختصاص القضائي للمحكمة الجنائية الدولية بين أعضاء مجلس الأمن.

## القرار

### أعمال
دعا المجلس، بموجب الفصل السابع من ميثاق الأمم المتحدة، جميع الأطراف والحكومات في المنطقة إلى إدانة التحريض على العنف وانتهاكات حقوق الإنسان والقانون الإنساني الدولي، والتعاون مع بعثة الأمم المتحدة في بوروندي وبعثة الأمم المتحدة في الكونغو وإنهاء الحصانة. وعلى وجه الخصوص، طُلب من حكومتي جمهورية الكونغو الديمقراطية ورواندا أن تتعاونا في التحقيق في مذبحة غاتومبا، بينما كان المجلس «قلقا» من أن قوات التحرير الوطنية أعلنت مسؤوليتها عن المذبحة.
وقد طُلب إلى الأمين العام أن يقدم تقريرا عن الحالة في بوروندي على فترات منتظمة.

## روابط خارجية
- نص القرار في undocs.org